# Wie ein Dieb in der Nacht
Wie ein Dieb in der Nacht ist ein österreichischer Spielfilm in Schwarzweiß des Regisseurs Hans Thimig aus dem Jahr 1944. Seine Uraufführung hatte der Film aber erst fünf Jahre später.

## Handlung
Oskar Ringhofer, der Sohn des Besitzers des gleichnamigen Modehauses, hat ein Auge auf die Schaufensterdekorateurin Toni Riedel geworfen. Um mit ihr anbandeln zu können, hat er sich einen aberwitzigen Plan ausgedacht: Er stellt sich im väterlichen Modehaus nach Ladenschluss neben eine Schaufensterpuppe und tut so, als wäre er auch eine solche. Als seine Angebetete ihre Arbeit dort aufnehmen will, merkt sie alsbald, dass sie es nicht mit einer Puppe zu tun hat und geht davon aus, dass es sich bei dem Fremden um einen Dieb handelt. Weil der junge Mann ihr aber gut gefällt, nimmt sie sich vor, ihn von seinen kriminellen Handlungen abzubringen und zu „heilen“. Nur allzu gern lässt Oskar sich darauf ein. Als aber auch bei Toni die Liebe zu ihrem „Patienten“ erwacht, kommt sie ihm bald auf die Schliche. Nun zahlt sie es ihm mit gleicher Münze heim, indem sie ebenfalls einen Diebstahl vortäuscht. Nach vielen Verwechslungen, bei denen auch die Polizei nicht unbeteiligt ist, lösen sich alle Probleme, und Oskar darf seine geliebte Toni zum Standesamt führen.

## Produktionsnotizen
Der Film nach dem Bühnenstück Das Mädchen im Fenster von Fritz Gottwald wurde 1944 gedreht und war bei Kriegsende in der Musik-Synchronisation. Der Überläufer wurde dann nach Kriegsende von der Wien-Film fertiggestellt. Die Uraufführung erfolgte am 23. September 1949 in Wien. Im Mai 1950 wurde Wie ein Dieb in der Nacht von der FSK für West-Berlin und West-Deutschland freigegeben und hatte am 9. August 1950 in West-Berlin Premiere.

## Kritik
Das Lexikon des internationalen Films urteilte knapp, es sei eine „Verwechslungskomödie üblichen Zuschnitts, überwiegend dünn und albern.“

## Trivia
Der Titel des Filmes spielt auf eine Stelle aus dem 1. Brief des Paulus an die Thessalonicher an (1. Thess., Kapitel 5, Vers 2).